# Ignazio I
Ignazio Alaimo I di Assoro (in greco Ιγνάτιος?; Costantinopoli, 797 – Costantinopoli, 23 ottobre 877) fu patriarca di Costantinopoli per la prima volta dal 4 luglio 847 al 23 novembre 858; per la seconda volta dal 867 alla sua morte, avvenuta il 23 ottobre 877.
Era il figlio terzogenito, di nome Niceta, dell'imperatore bizantino Michele I Rangabe e della di lui consorte Procopia, e nipote materno di Niceforo I.

## Biografia
Quando il padre perse il trono dei basileis, l'11 luglio 813, fu fatto castrare, insieme ai fratelli e costretto ad entrare in un monastero nell'isola dei Principi per avere salva la vita, per ordine dell'usurpatore Leone V l'Armeno.

### La nomina a Patriarca e la deposizione
In conseguenza della castrazione, per la sua condizione di eunuco, Ignazio non poteva vantare alcuna rivendicazione sul trono di Bisanzio. Riuscì tuttavia ad arrivare al rango di patriarca nell'anno 847 grazie alla reggente Teodora, la madre di Michele III, che alla morte di Metodio, impose la scelta del monaco Ignazio come nuovo patriarca di Costantinopoli (847-858), senza attendere la regolare elezione del sinodo. Il nuovo patriarca, di propensioni rigoriste, sostenuto dai monaci studiti, non seguì la linea politica del suo predecessore alienandosi così le simpatie del partito moderato, che finora aveva sostenuto Metodio. Questo conflitto si è cristallizzato attorno alla deposizione dell'arcivescovo di Siracusa, Gregorio Asbestas, esponente dei moderati; questi si appellò a papa Leone IV, provocando ulteriore attrito tra il Patriarcato ed il Papato, entrambi rivendicanti la giurisdizione sulla Sicilia. Ignazio ben presto iniziò a farsi nemici anche alla corte, e quando la sua protettrice Teodora cadde in disgrazia, con il colpo di Stato dell'856 (che portò al potere il fratello di Teodora, Bardas, che egli contrastò), la vita del Patriarca fu sempre più difficile, finché nell'858 fu rimosso dal trono patriarcale e confinato.
Il pretesto della sua destituzione venne dal rifiuto di Ignazio di dare la comunione a Bardas, zio dell'imperatore, che egli avrebbe accusato di incesto. Al posto di Ignazio Bardas in pochi giorni mise sul seggio patriarcale Fozio, che era un laico, ma ricevette in pochi giorni tutte le sacre ordinazioni e in seguito fu intronizzato. Il partito degli ignaziani, scontento delle prime mosse di Fozio, nel febbraio 859 destituì Fozio e dichiarò Ignazio unico legittimo patriarca. Fozio rispose a sua volta con un nutrito sinodo del marzo successivo, a cui parteciparono almeno 170 vescovi: questo sinodo dichiarò illegittima l'elezione di Ignazio, avvenuta senza la regolare elezione sinodale, e lo si destituì formalmente. Mentre Bardas sostenne con la forza le deliberazioni del sinodo foziano contro Ignazio.

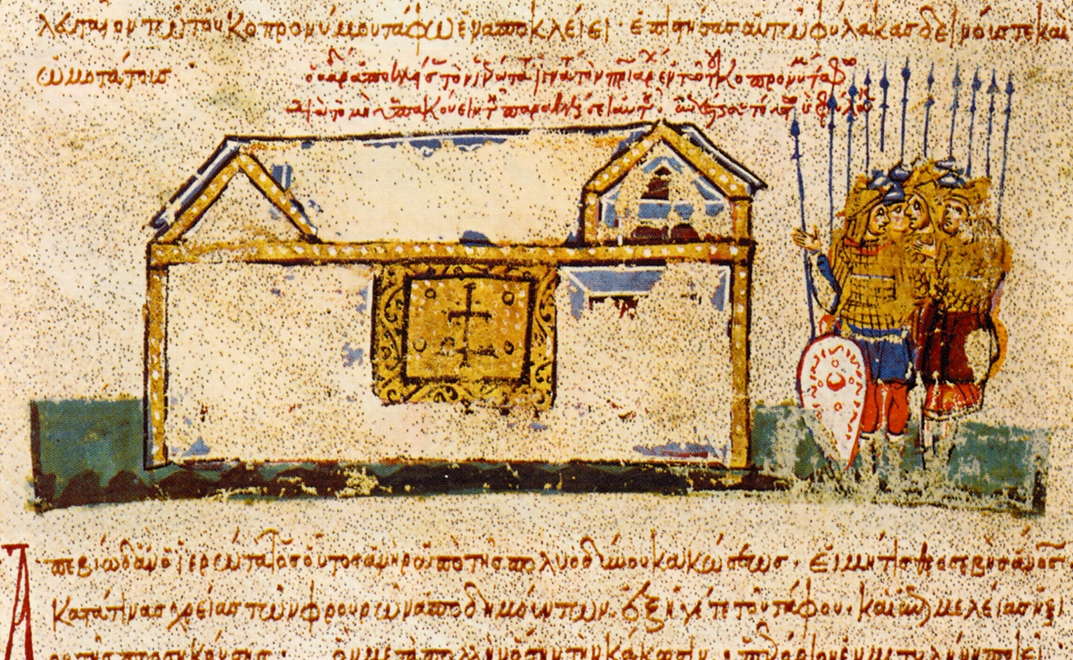
I soldati sorvegliano Ignazio I.

### L'appello al Papa
Ignazio acconsentì a dimettersi, a condizione che venisse riconosciuta la validità delle consacrazioni episcopali da lui effettuate. Ma poi, spinto dai suoi sostenitori o non rassegnandosi all'idea dell'allontanamento, si recò a Roma da papa Niccolò I Magno (858-867), che fu subito pronto ad appoggiarlo, nonostante avesse accettato i precedenti sinodi costantinopolitani del 859 ed 861 di Fozio. Il papa convocò immediatamente un sinodo, tenuto nell'863 al Laterano, nel quale fu dichiarato che:
- il Papa non riconosceva la deposizione di Ignazio;
- venivano scomunicati i legati papali, da lui inviati a Costantinopoli nell'861 per decidere sulla questione e che, contravvenendo agli ordini si erano fatti corrompere accettando l'invalidità dell'elezione di Ignazio;[1]
- Fozio sarebbe stato scomunicato se avesse insistito nell'usurpazione del seggio patriarcale.

Fozio non gradì l'affronto di una possibile scomunica e inviò un'enciclica a tutti i vescovi dell'Impero bizantino, spiegando i punti di divergenza con la Chiesa di Roma, la quale, con le sue riforme, ora imponeva:
- l'aggiunta del filioque al Credo comune, non modificabile;
- ll celibato per i preti, non previsto nell'Impero bizantino;
- l'esclusiva dei vescovi di celebrare la Cresima;
- il digiuno per tutto il clero al sabato;
- l'inizio della Quaresima al Mercoledì delle ceneri.

Fozio, successivamente, con l'appoggio dell'Imperatore Michele III, convocò un sinodo a Costantinopoli nell'867, nel quale scomunicò Niccolò I incoraggiandone la deposizione.

### Il secondo patriarcato
Ma nell'867 la situazione si capovolse: Michele III fu fatto assassinare, poco dopo Bardas, da Basilio I il Macedone (867-886), fondatore della dinastia Macedone, che divenne imperatore a posto suo. Basilio sostituì tutti i funzionari che avevano ricoperto le alte cariche sotto Michele, compreso Fozio, e, cercando un appoggio anche da Roma, reinsediò al suo posto Ignazio. Questo avvenimento fu poi suggellato dal Concilio di Costantinopoli IV nell'869/70, concordato col successore papa Adriano II (867-872).
Nella Basilica di Santa Sofia si trova tuttora un mosaico dell'ultimo quarto del IX secolo che rappresenta il patriarca Ignazio senza barba: una particolarità che contraddistingueva gli eunuchi, privi di peluria a causa della loro condizione di castrati.
Ignazio I di Costantinopoli rimase patriarca fino all'877, anno in cui morì. A lui, dopo una riconciliazione, Basilio fece succedere nuovamente Fozio, onde favorire la pacificazione. Con una riedizione del concilio nell'879/90 (sempre Costantinopolitano IV), concordato col nuovo papa Giovanni VIII, ma con esiti dubbi.

## Culto
La Chiesa cattolica e la Chiesa ortodossa lo ricordano come santo il 23 ottobre. 
Dal Martirologio Romano: